# Baron Wigram
Baron Wigram, of Clewer in the County of Berks, ist ein erblicher britischer Adelstitel in der Peerage of the United Kingdom.
Familiensitz der Barone ist Poulton Fields bei Cirencester in Gloucestershire.

## Verleihung
Der Titel wurde am 25. Juni 1935 für Sir Clive Wigram geschaffen. Dieser war von 1931 bis 1936 Privatsekretär König Georgs V.
Heutiger Titelinhaber ist seit 2017 sein Enkel Andrew Wigram als 3. Baron.

## Liste der Barone Wigram (1935)
- Clive Wigram, 1. Baron Wigram (1873–1960)
- Neville Wigram, 2. Baron Wigram (1915–2017)
- Andrew Wigram, 3. Baron Wigram (* 1949)

Titelerbe (Heir Apparent) ist der Sohn des aktuellen Titelinhabers, Hon. Harry Wigram (* 1977).